# Stray Kids
Stray Kids (hangul: 스트레이 키즈) är ett sydkoreanskt pojkband bildat 2017 av JYP Entertainment. Gruppen består av åtta medlemmar: Bang Chan, Lee Know, Changbin, Hyunjin, Han, Felix, Seungmin och I.N. Gruppen bildades genom ett TV-sänt realityprogram med namnet Stray Kids och debuterade officiellt med EP:n I Am Not i mars 2018.

## Historia

### 2017–2018: Bildandet ochI Am-trilogin
I september 2017 bekräftade JYP Entertainment att bolagets nya pojkband skulle bildas genom ett tävlings- och realityprogram sänt på musikkanalen Mnet. JYPE valde en ledare för gruppen, Bang Chan, som gavs ansvaret att själv välja ut de övriga deltagarna bland bolagets trainees. Programmet, som fick namnet Stray Kids, började sändas 17 oktober 2017. Målsättningen för de nio deltagarna var att genom lagarbete och individuella talanger övertyga JYPE:s grundare Park Jin-young att de var redo att debutera som grupp. Under programmets gång valde Park Jin-young att utesluta två av deltagarna ur gruppen, Lee Know och Felix, men gav dem senare en andra chans. Under det sista, livesända avsnittet 19 december 2017 fattade Park Jin-young beslutet att Stray Kids skulle debutera med samtliga nio medlemmar.
EP:n Mixtape utkom 8 januari 2018 och innehöll sju låtar som framförts i programmet, bland dem "Hellevator", vars musikvideo getts ut redan 6 oktober inför seriens premiär. Medlemmarna deltog i skrivandet av samtliga låtar. I synnerhet medlemmarna Bang Chan, Changbin och Han, under det gemensamma namnet 3racha, har kommit att få en central roll som låtskrivare och producenter av gruppens musik. Mixtape nådde andra plats på den sykoreanska albumlistan Gaon och andra plats på den amerikanska Billboard World Albums-listan.
Under 2018 gav Stray Kids ut EP-trilogin I Am Not, I Am Who och I Am You. Stray Kids höll sitt första framträdande i Jangchung-arenan i Seoul 25 mars, och gruppens officiella debutalbum I Am Not, med huvudsingeln "District 9", släpptes följande dag. I Am Not placerade sig fjärde på Gaons albumlista. Den andra EP:n I Am Who, med huvudsingeln "My Pace" utkom 6 augusti och nådde tredje plats på Gaons albumlista. EP-seriens avslutande del, I Am You, innehållande huvudsingeln med samma namn, utkom 22 oktober 2018 och placerade sig andra på Gaons albumlista.
Stray Kids belönades med ett flertal utnämningar till årets nykomling 2018, bland annat på Gaon Chart Music Awards, Golden Disc Awards, Mnet Asian Music Awards och Seoul Music Awards.

### 2019–idag:Clé-trilogin
Albumserien Clé gavs ut under 2019. Seriens första del, EP:n Clé 1: Miroh, släpptes på årsdagen av gruppens debut, 25 mars. EP:n toppade Gaons albumlista och nådde tredje plats på Billboard World Albums. Huvudsingeln "Miroh" gav gruppen dess första seger i ett av de sydkoreanska musikprogrammen med förstaplatsen i M Countdown 4 april. Singeln nådde andra plats på Billboard World Digital Song Sales. MTV utnämnde Clé 1: Miroh till ett av årets bästa album. Billboard utsåg Clé 1: Miroh till ett av årets bästa k-popalbum och listade "Miroh" som en av årets bästa k-poplåtar.
19 juni utkom Clé 2: Yellow Wood, ett specialalbum med tre nya låtar och fyra bonusspår som tidigare enbart funnits med på fysiska kopior av gruppens album. Albumet placerade sig andra på Gaons albumlista. Albumets huvudsingel "Side Effects" utnämndes till årets bästa k-poplåt av brittiska Dazed. Clé-serien avslutades med EP:n Clé: Levanter som ursprungligen var avsedd att släppas 25 november. Utgivningen sköts fram när JYPE 28 oktober meddelade att medlemmen Woojin lämnat gruppen av personliga skäl. Clé: Levanter utkom 9 december 2019 och toppade Gaons albumlista. Albumets huvudsingel "Levanter" gav gruppen en seger i musikprogrammet M Countdown 19 december.
Gruppens första världsturné I Am... pågick från januari till september 2019 med konserter i Asien, Australien, Nordamerika och Europa. Den efterföljande District 9: Unlock-turnén inleddes i Seoul i november 2019.

## Medlemmar
| Artistnamn      | Artistnamn | Födelsenamn      | Födelsenamn | Födelsedatum      | Födelseplats | Roll                                         |
| Romanisering    | Koreanska  | Romanisering     | Koreanska   | Födelsedatum      | Födelseplats | Roll                                         |
| --------------- | ---------- | ---------------- | ----------- | ----------------- | ------------ | -------------------------------------------- |
| Bang Chan       | 방찬       | Christopher Bang | -           | 3 oktober 1997    | Australien   | Ledare, sångare, dansare, rappare, producent |
| Lee Know        | 리노       | Lee Min-ho       | 이민호      | 25 oktober 1998   | Sydkorea     | Dansare, sångare, rappare                    |
| Changbin        | 창빈       | Seo Chang-bin    | 서창빈      | 11 augusti 1999   | Sydkorea     | Rappare, sångare, producent                  |
| Hyunjin         | 현진       | Hwang Hyun-jin   | 황현진      | 20 mars 2000      | Sydkorea     | Dansare, rappare, sångare                    |
| Han             | 한         | Han Ji-sung      | 한지성      | 14 september 2000 | Sydkorea     | Rappare, sångare, producent                  |
| Felix           | 필릭스     | Felix Lee        | —           | 15 september 2000 | Australien   | Dansare, rappare                             |
| Seungmin        | 승민       | Kim Seung-min    | 김승민      | 22 september 2000 | Sydkorea     | Sångare                                      |
| I.N             | 아이엔     | Yang Jeong-in    | 양정인      | 8 februari 2001   | Sydkorea     | Sångare                                      |
| Tidigare medlem |            |                  |             |                   |              |                                              |
| Woojin          | 우진       | Kim Woo-jin      | 김우진      | 8 april 1997      | Sydkorea     | Sångare                                      |

1. ↑  Koreanskt namn: Bang Chan (방찬)
2. ↑  Koreanskt namn: Lee Yong-bok (이용복)

## Diskografi

### EP-skivor/Album
| Albuminformation                                        | Topplacering    | Topplacering   | Topplacering          |
| Albuminformation                                        | Sydkorea (Gaon) | Japan (Oricon) | USA (Billboard World) |
| ------------------------------------------------------- | --------------- | -------------- | --------------------- |
| Mixtape (EP-skiva) - Släppt: 8 januari 2018             | 2               | 47             | 2                     |
| I Am Not (EP-skiva) - Släppt: 26 mars 2018              | 4               | —              | 5                     |
| I Am Who (EP-skiva) - Släppt: 6 augusti 2018            | 3               | 34             | 5                     |
| I Am You (EP-skiva) - Släppt: 22 oktober 2018           | 2               | 34             | 8                     |
| Clé 1: Miroh (EP-skiva) - Släppt: 25 mars 2019          | 1               | 15             | 3                     |
| Clé 2: Yellow Wood (Singelalbum) - Släppt: 19 juni 2019 | 2               | 17             | 9                     |
| Clé: Levanter (EP-skiva) - Släppt: 9 december 2019      | 1               | 17             | 9                     |
| GO LIVE (Fullt album) - Släppt: 17 juni 2020            | 1               | 6              | 4                     |

### Singlar
| År   | Titel                               | Topplacering    | Topplacering          |
| År   | Titel                               | Sydkorea (Gaon) | USA (Billboard World) |
| ---- | ----------------------------------- | --------------- | --------------------- |
| 2017 | "Hellevator"                        | —               | 6                     |
| 2018 | "District 9"                        | —               | 10                    |
| 2018 | "My Pace"                           | —               | 8                     |
| 2018 | "I Am You"                          | —               | 19                    |
| 2019 | "Miroh"                             | —               | 2                     |
| 2019 | "Side Effects"                      | —               | 16                    |
| 2019 | "Double Knot"                       | —               | 4                     |
| 2019 | "Levanter"                          | —               | 14                    |
| 2019 | "Mixtape: Gone Days"                | —               | 8                     |
|      | "MIxtape: On Track" (바보라도 알아) | —               | 13                    |
| 2020 | "Top"                               | —               | 10                    |
|      | "God's Menu" (神메뉴)               | —               | 4                     |
|      | "Back Door"                         | —               | 2                     |
|      | "All In"                            | —               | 21                    |